# Antonietta Amalia di Brunswick-Wolfenbüttel
Antonietta Amalia di Brunswick-Wolfenbüttel (Wolfenbüttel, 14 aprile 1696 – Braunschweig, 6 marzo 1762) fu un membro della Casata dei Welfen che, per matrimonio, divenne duchessa di Brunswick e Lüneburg.

## Biografia

### Infanzia

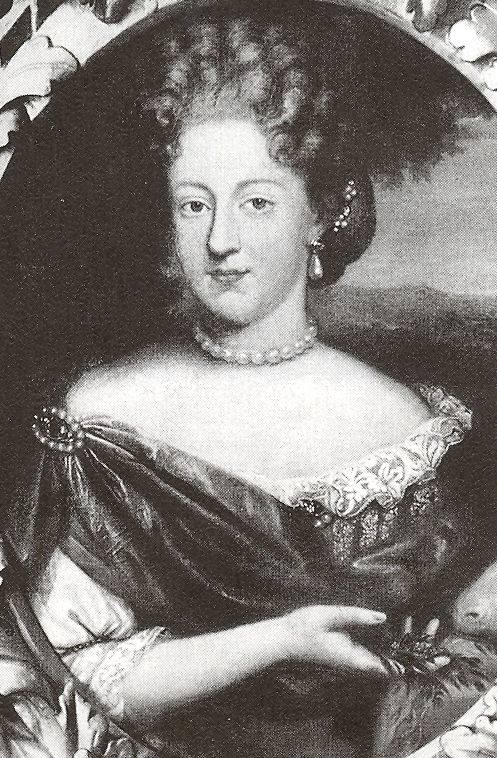
Antonietta Amalia da ragazza

Antonietta Amalia era la figlia più giovane di Luigi Rodolfo di Brunswick-Lüneburg (1671 – 1735) e della di lui consorte Cristina Luisa di Oettingen-Oettingen (1671 – 1747).
Le sue sorelle più anziane Elisabetta Cristina e Carlotta Cristina furono così ben accasate grazie al loro nonno Antonio Ulrico, che divennero l'una imperatrice e l'altra “quasi” zarina.

### Matrimonio

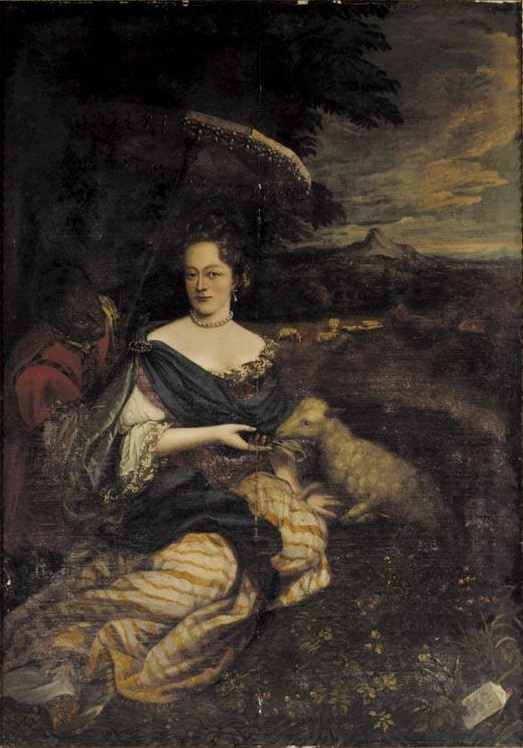
Antonietta Amalia di Guilijn Peter van der Zijlen

Per Antonietta Amalia fu previsto il matrimonio con il nipote di Antonio Ulrico e cugino di suo padre, Ferdinando Alberto II di Brunswick-Bevern (1680 – 1735). Il matrimonio ebbe luogo il 15 ottobre 1712.

### Duchessa di Brunswick-Wolfenbüttel e vedovanza

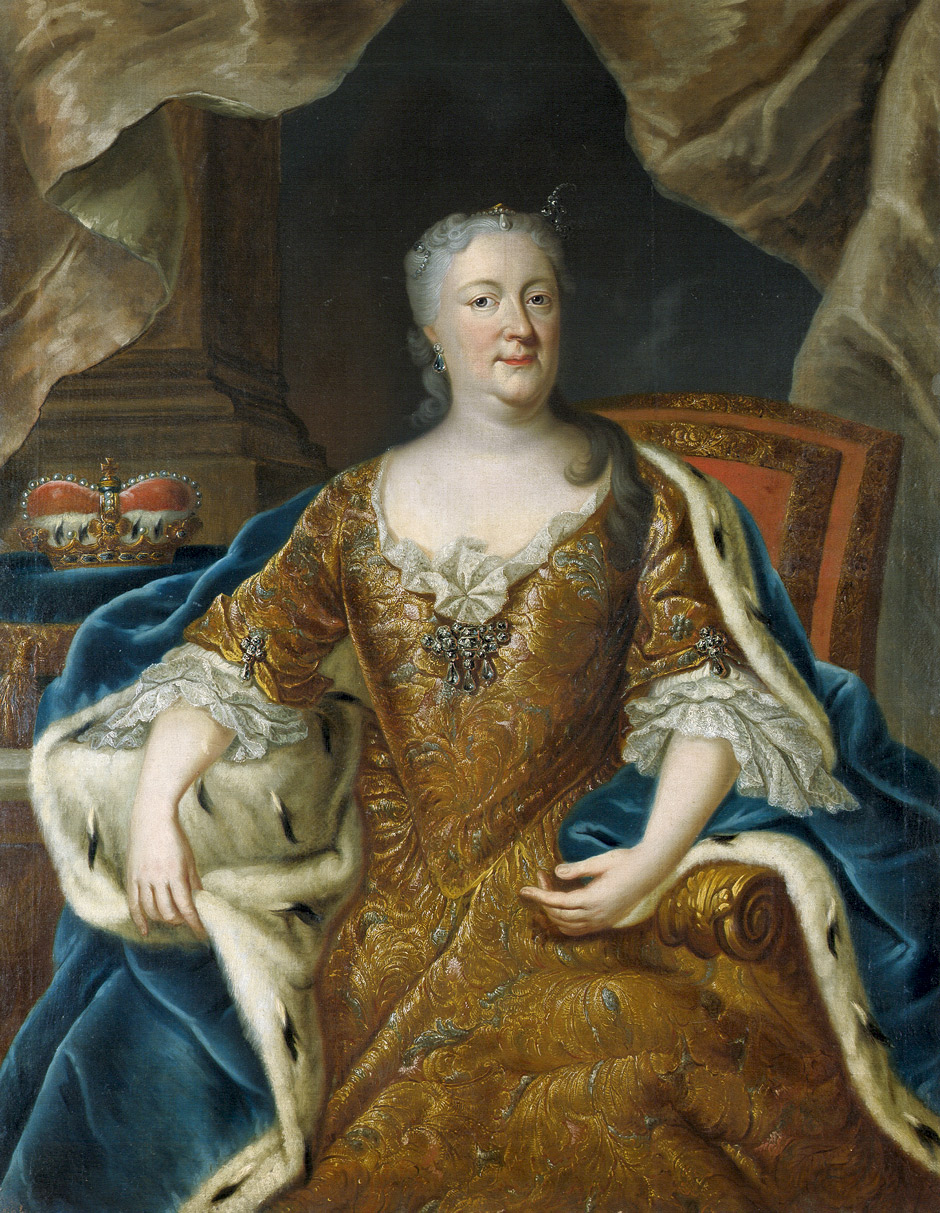
Antonietta Amalia, duchessa di Brunswick-Wolfenbüttel

Esso fu molto felice e la coppia ebbe otto figli e sei figlie, che dovettero essere allevati presso la corte del padre in condizioni modeste. Dopo che il padre di Ferdinando era divenuto duca di Brunswick e Lüneburg nel 1735, morì nel medesimo anno e il marito di Antonietta Amalia lo seguì poco dopo, lasciandola vedova.

## Discendenza
Dal matrimonio fra Antonietta Amalia e Ferdinando Alberto II di Brunswick-Lüneburg nacquero:
- Carlo (1713 – 1780), sposò Filippina Carlotta, figlia di Federico Guglielmo I di Prussia;
- Antonio Ulrico (1714 – 1776), sposò la principessa Elisabetta di Meclemburgo-Schwerin;
- Elisabetta Cristina (1715 – 1797), sposò Federico II di Prussia;
- Luigi Ernesto (1718 – 1788), capitano generale d'Olanda e tutore di Guglielmo V di Orange-Nassau;
- Augusto (1719 – 1720);
- Federica (1719 – 1772);
- Ferdinando (1721 – 1792), feldmaresciallo generale;
- Luisa Amalia (1722 – 1780), sposò Augusto Guglielmo, figlio di Federico Guglielmo I di Prussia;
- Sofia Antonia (1724 – 1802), sposò Ernesto Federico di Sassonia-Coburgo-Saalfeld;
- Alberto (1725 – 1745), maggior generale, deceduto nella battaglia di Soor (guerra di successione austriaca);
- Carlotta (1725 – 1766);
- Teresa (1728 – 1778), badessa di Gandersheim;
- Giuliana Maria (1729 – 1796), sposò Federico V di Danimarca;
- Federico Guglielmo (1731 – 1732);
- Federico Francesco (1732 – 1758), deceduto nella battaglia di Hochkirch (guerra dei sette anni).

## Ascendenza
|                                                              |                                           |                                                   | Genitori                                  |  |  | Nonni |  |  | Bisnonni                      |  |  | Trisnonni                        |  |
|                                                              |                                           |                                                   |                                           |  |  |       |  |  | Augusto di Brunswick-Lüneburg |  |  | Enrico III di Brunswick-Lüneburg |  |
|                                                              |                                           |                                                   |                                           |  |  |       |  |  | Augusto di Brunswick-Lüneburg |  |  | Enrico III di Brunswick-Lüneburg |  |
|                                                              |                                           | Ursula di Sassonia-Lauenburg                      |                                           |  |  |       |  |  | Augusto di Brunswick-Lüneburg |  |  |                                  |  |
| Antonio Ulrico di Brunswick-Lüneburg                         |                                           |                                                   |                                           |  |  |       |  |  | Augusto di Brunswick-Lüneburg |  |  |                                  |  |
|                                                              |                                           | Dorotea di Anhalt-Zerbst                          | Rodolfo di Anhalt-Zerbst                  |  |  |       |  |  |                               |  |  |                                  |  |
|                                                              |                                           | Dorotea di Anhalt-Zerbst                          | Rodolfo di Anhalt-Zerbst                  |  |  |       |  |  |                               |  |  |                                  |  |
|                                                              |                                           | Dorotea di Anhalt-Zerbst                          | Dorotea Edvige di Brunswick-Wolfenbüttel  |  |  |       |  |  |                               |  |  |                                  |  |
| Luigi Rodolfo di Brunswick-Lüneburg                          |                                           | Dorotea di Anhalt-Zerbst                          |                                           |  |  |       |  |  |                               |  |  |                                  |  |
|                                                              |                                           | Federico di Schleswig-Holstein-Sonderburg-Norburg | Giovanni di Schleswig-Holstein-Sonderburg |  |  |       |  |  |                               |  |  |                                  |  |
|                                                              |                                           | Federico di Schleswig-Holstein-Sonderburg-Norburg | Giovanni di Schleswig-Holstein-Sonderburg |  |  |       |  |  |                               |  |  |                                  |  |
|                                                              |                                           | Federico di Schleswig-Holstein-Sonderburg-Norburg | Elisabetta di Brunswick-Grubenhagen       |  |  |       |  |  |                               |  |  |                                  |  |
| Elisabetta Giuliana di Schleswig-Holstein-Sonderburg-Norburg |                                           | Federico di Schleswig-Holstein-Sonderburg-Norburg |                                           |  |  |       |  |  |                               |  |  |                                  |  |
|                                                              |                                           | Eleonora di Anhalt-Zerbst                         | Rodolfo di Anhalt-Zerbst                  |  |  |       |  |  |                               |  |  |                                  |  |
|                                                              |                                           | Eleonora di Anhalt-Zerbst                         | Rodolfo di Anhalt-Zerbst                  |  |  |       |  |  |                               |  |  |                                  |  |
|                                                              |                                           | Eleonora di Anhalt-Zerbst                         | Dorotea Edvige di Brunswick-Wolfenbüttel  |  |  |       |  |  |                               |  |  |                                  |  |
| Antonietta Amalia di Brunswick-Wolfenbüttel                  |                                           | Eleonora di Anhalt-Zerbst                         |                                           |  |  |       |  |  |                               |  |  |                                  |  |
|                                                              | Gioacchino Ernesto di Oettingen-Oettingen | Ludovico Eberardo di Oettingen-Oettingen          |                                           |  |  |       |  |  |                               |  |  |                                  |  |
|                                                              | Gioacchino Ernesto di Oettingen-Oettingen | Ludovico Eberardo di Oettingen-Oettingen          |                                           |  |  |       |  |  |                               |  |  |                                  |  |
|                                                              | Gioacchino Ernesto di Oettingen-Oettingen | Margherita d'Erbach                               |                                           |  |  |       |  |  |                               |  |  |                                  |  |
| Alberto Ernesto I di Oettingen-Oettingen                     | Gioacchino Ernesto di Oettingen-Oettingen |                                                   |                                           |  |  |       |  |  |                               |  |  |                                  |  |
|                                                              |                                           | Anna Dorotea di Hohenlohe-Neuenstein-Gleichen     | Carlo VII di Hoehnlohe-Neuenstein         |  |  |       |  |  |                               |  |  |                                  |  |
|                                                              |                                           | Anna Dorotea di Hohenlohe-Neuenstein-Gleichen     | Carlo VII di Hoehnlohe-Neuenstein         |  |  |       |  |  |                               |  |  |                                  |  |
|                                                              |                                           | Anna Dorotea di Hohenlohe-Neuenstein-Gleichen     | Sofia di Zweibrucken-Birkenfeld           |  |  |       |  |  |                               |  |  |                                  |  |
| Cristina Luisa di Oettingen-Oettingen                        |                                           | Anna Dorotea di Hohenlohe-Neuenstein-Gleichen     |                                           |  |  |       |  |  |                               |  |  |                                  |  |
|                                                              |                                           | Eberardo III di Württemberg                       | Giovanni Federico di Württemberg          |  |  |       |  |  |                               |  |  |                                  |  |
|                                                              |                                           | Eberardo III di Württemberg                       | Giovanni Federico di Württemberg          |  |  |       |  |  |                               |  |  |                                  |  |
|                                                              |                                           | Eberardo III di Württemberg                       | Barbara Sofia del Brandeburgo             |  |  |       |  |  |                               |  |  |                                  |  |
| Cristina Federica di Württemberg                             |                                           | Eberardo III di Württemberg                       |                                           |  |  |       |  |  |                               |  |  |                                  |  |
|                                                              |                                           | Anna Caterina Dorotea di Salm-Kyrburg             | Giovanni Casimiro di Salm-Kyrburg         |  |  |       |  |  |                               |  |  |                                  |  |
|                                                              |                                           | Anna Caterina Dorotea di Salm-Kyrburg             | Giovanni Casimiro di Salm-Kyrburg         |  |  |       |  |  |                               |  |  |                                  |  |
|                                                              |                                           | Anna Caterina Dorotea di Salm-Kyrburg             | Dorotea di Solms-Laubach                  |  |  |       |  |  |                               |  |  |                                  |  |
|                                                              |                                           | Anna Caterina Dorotea di Salm-Kyrburg             |                                           |  |  |       |  |  |                               |  |  |                                  |  |